# Guapiaçu (kommun)
Guapiaçu är en kommun i Brasilien.   Den ligger i delstaten São Paulo, i den sydöstra delen av landet, 600 km söder om huvudstaden Brasília. Antalet invånare är 17 885.
Följande samhällen finns i Guapiaçu:
- Guapiaçu

Omgivningarna runt Guapiaçu är en mosaik av jordbruksmark och naturlig växtlighet. Runt Guapiaçu är det ganska glesbefolkat, med 48 invånare per kvadratkilometer.